# Cinco Naciones M21 1999
El Cinco Naciones M21 de 1998 fue la séptima edición del torneo de rugby para menores de 21 años.

## Equipos participantes
- Selección juvenil de rugby de Escocia (Escocia M21)
- Selección juvenil de rugby de Francia (Francia M21)
- Selección juvenil de rugby de Gales (Gales M21)
- Selección juvenil de rugby de Inglaterra (Inglaterra M21)
- Selección juvenil de rugby de Irlanda (Irlanda M21)

## Posiciones
| Pos. | Equipo     | Encuentros | Encuentros | Encuentros | Encuentros | Tantos  | Tantos    | Tantos     | Puntos Totales |
| Pos. | Equipo     | jugados    | ganados    | empatados  | perdidos   | a favor | en contra | diferencia | Puntos Totales |
| ---- | ---------- | ---------- | ---------- | ---------- | ---------- | ------- | --------- | ---------- | -------------- |
| 1    | Gales      | 4          | 4          | 0          | 0          | 92      | 65        | +27        | 8              |
| 2    | Irlanda    | 4          | 3          | 0          | 1          | 87      | 51        | +36        | 6              |
| 3    | Francia    | 4          | 2          | 0          | 2          | 72      | 74        | -2         | 4              |
| 4    | Inglaterra | 4          | 1          | 0          | 3          | 90      | 102       | -12        | 2              |
| 5    | Escocia    | 4          | 0          | 0          | 4          | 60      | 109       | -49        | 0              |

Nota: Se otorgan 2 puntos al equipo que gane un partido, 1 al que empate y 0 al que pierda

## Resultados

### Desarrollo
| 5 de febrero | Irlanda | 24 - 9 | Francia |  |  |

| 5 de febrero | Escocia | 20 - 22 | Gales |  |  |

| 19 de febrero | Inglaterra | 38 - 13 | Escocia |  |  |

| 19 de febrero | Gales | 24 - 18 | Irlanda |  |  |

| 5 de marzo | Francia | 6 - 10 | Gales |  |  |

| 5 de marzo | Irlanda | 23 - 5 | Inglaterra |  |  |

| 19 de marzo | Inglaterra | 26 - 30 | Francia |  |  |

| 19 de marzo | Escocia | 13 - 22 | Irlanda |  |  |

| 9 de abril | Francia | 27 - 14 | Escocia |  |  |

| 9 de abril | Gales | 36 - 21 | Inglaterra |  |  |

| Bandera de Gales |
| Campeón Gales    |
| Primer título    |